# Hen2-104
Hen2-104は、太陽系から見てケンタウルス座の方向約13,600 光年の距離にある星雲。日本ではカール・ゴードン・ヘナイズの第2カタログの104番目に掲載されていることから「ハインツェ2-104」と呼ばれることもある。

## 特徴

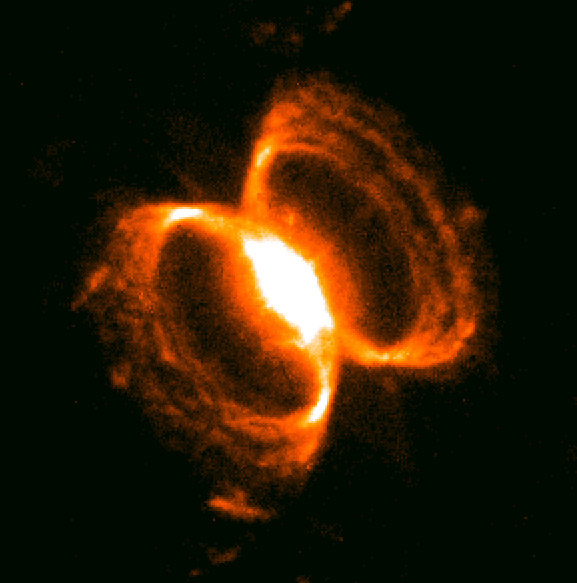
Hen2-104の中心部分の拡大図

北天にあるかに星雲と似ていることから「南のかに星雲 (Southern Crab, Southern Crab Nebula) 」とも呼ばれるが、かに星雲のような超新星残骸ではなく、中小質量星から放出されたガスや塵でできた星雲である。
中心の恒星は「共生星」と呼ばれる、ミラ型変光星である赤色巨星と白色矮星の連星系である。1989年に地上の望遠鏡やIUE（国際紫外線天文衛星）による観測結果からワシントン州立大学のルッツらによって「単なる共生星でも惑星状星雲でもなく塵の豊富な共生星から双極流型の惑星状星雲への変身途中にある天体である」とする説が唱えられており、1999年にハッブル宇宙望遠鏡が撮影した画像によってその仮説が裏付けられた。2013年の David J. Frewらの研究では、惑星状星雲ではなく共生星として扱われている。
星雲の中心星はアルゲランダー記法でケンタウルス座V852星とも表記される。